# آرامگاه شیخ اسحق هریسی
بقعه شیخ اسحق هریسی مربوط به دوره صفوی است و در استان آذربایجان شرقی، شهرستان هریس، دهستان خانمرود، روستای خانقاه واقع شده و این اثر در تاریخ ۱ آذر ۱۳۷۸ با شمارهٔ ثبت ۲۵۱۱ به‌عنوان یکی از آثار ملی ایران به ثبت رسیده است.